# Tamara Crow
Tamara Crow –conocida como Tammy Crow– (San Luis, 3 de febrero de 1977) es una deportista estadounidense que compitió en natación sincronizada. Participó en los Juegos Olímpicos de Atenas 2004, obteniendo una medalla de bronce en la prueba de equipo.

## Palmarés internacional
| Juegos Olímpicos | Juegos Olímpicos | Juegos Olímpicos  | Juegos Olímpicos |
| Año              | Lugar            | Medalla           | Prueba           |
| ---------------- | ---------------- | ----------------- | ---------------- |
| 2004             | Atenas (Grecia)  | Medalla de bronce | Equipo           |